# Eugène de Castillon-Saint-Victor
Eugène Hippolyte de Castillon-Saint-Victor est un homme politique français né le 8 septembre 1806 à Narbonne (Aude) et mort le 20 janvier 1864 à Boutenac (Aude).

## Biographie
Riche propriétaire, il est député de la Haute-Garonne de 1849 à 1851, siégeant à droite.

## Sources
- « Eugène de Castillon-Saint-Victor », dans Adolphe Robert et Gaston Cougny, Dictionnaire des parlementaires français, Edgar Bourloton, 1889-1891 [détail de l’édition]